# Junjo romantica
Junjo romantica (japanska 純情ロマンチカ junjou romantica) är en mangaserie skapad av Shungiku Nakamura inom genren yaoi. Berättelsen innefattar huvudsakligen tre par och fastän det är ett drama finns många inslag av humor. Mangan ges fortfarande ut i Japan och i juli 2012 fanns det 15 volymer i serien. 
En anime med 24 avsnitt visades i Japan 2008. Fler avsnitt planeras.

## Handling
Misaki Takahashi är 18 år och yngre bror till Takahiro som han bor tillsammans med sedan deras föräldrars död flera år tidigare. För att försörja sin bror hoppade Takahiro av skolan och trädde in i arbetslivet, men när Misaki är gammal nog bestämmer han sig för att söka in på det universitet hans bror skulle läst på. Misakis betyg är dessvärre för dåliga, men med hjälp av den populära författaren Akihiko Usami lyckas han bli antagen.
Akihiko, även kallad Usagi vilket betyder kanin på japanska, blir Misakis hyresvärd (houselord). Han är en mycket nära vän till Takahiro och hyser även känslor för mannen, men inte lång tid efter att ha träffat Misaki överraskar Takahiro honom med nyheten att han är förlovad. Då Akihiko ser hur upprörd Misaki blir över detta förälskar sig Akihiko i den yngre brodern istället, vilket leder till ett mycket intimt förhållande.
Junjo romantica innefattar även två andra berättelser vilka löst hänger samman: Junjo egoist och Junjo terrorist. I dessa berättelser står Misaki och Usagis förhållande mest i fokus.